# Gerd Bachmann
Gerd Bachmann (ur. 14 sierpnia 1943) – wschodnioniemiecki zapaśnik walczący w stylu wolnym. Dwukrotny olimpijczyk. Ósmy w Meksyku 1968 i odpadł w eliminacjach w Monachium 1972. Walczył w kategorii 97 – 100 kg.
Piąty na mistrzostwach świata w 1967. Brązowy medalista mistrzostw Europy w 1972 roku.
Mistrz NRD w 1965, 1966, 1968, 1970, 1971 i 1972; drugi w 1963, 1964, 1967 i 1969 roku.